# Élection présidentielle ouzbèke de 2016
L'élection présidentielle ouzbèke de 2016 se déroule le 4 décembre 2016. Shavkat Mirziyoyev l'emporte dès le premier tour de scrutin, avec plus de 88 % des voix.

## Candidats
Le 16 septembre 2016, Shavkat Mirziyoyev, alors président par intérim à la suite du décès d'Islam Karimov, dépose sa candidature. Il est soutenu par le Parti libéral-démocrate d'Ouzbékistan (UzLiDeP).
Le 23 septembre 2016, la Commission électorale centrale valide la candidature de quatre candidats, chacun désignés par les quatre seuls partis politiques autorisés dans le pays. Outre Mirziyoyev, les candidats sont donc Sarvar Otamuradov, soutenu par le Parti démocrate de la renaissance nationale (Milliy tiklanish), Narimon Umarov (uz) pour le Parti social-démocrate de la justice et Hotamjon Ketmonov (uz), représentant du Parti démocratique du peuple.

## Déroulement
La campagne électorale débute officiellement le 9 septembre 2016, soit avant la validation des candidatures, qui doivent ensuite s'enregistrer entre le 30 septembre et le 20 octobre. La commission centrale découpe le territoire en 14 districts électoraux où peuvent voter plus de 21 millions de personnes. L'élection se déroule avec un système de scrutin à deux tours, le premier ayant lieu le 4 décembre 2016.

## Résultats
| Candidat                 | Candidat                 | Parti                    | Voix       | %     |
| ------------------------ | ------------------------ | ------------------------ | ---------- | ----- |
|                          | Shavkat Mirziyoyev       | O’zLiDeP                 | 15 906 724 | 88,61 |
|                          | Hotamjon Ketmonov (uz)   | XDP                      | 669 187    | 3,73  |
|                          | Narimon Umarov (uz)      | ASDP                     | 619 972    | 3,46  |
|                          | Sarvar Otamuradov        | OʻzMTDP                  | 421 055    | 2,35  |
|                          |                          |                          |            |       |
| Votes valides            | Votes valides            | Votes valides            | 17 616 938 | 98,14 |
| Votes blancs et nuls     | Votes blancs et nuls     | Votes blancs et nuls     | 334 729    | 1,86  |
| Total                    | Total                    | Total                    | 17 951 667 | 100   |
| Abstention               | Abstention               | Abstention               | 2 510 138  | 12,27 |
| Inscrits / participation | Inscrits / participation | Inscrits / participation | 20 461 805 | 87,73 |